# Odynerus rufipes
Odynerus rufipes är en stekelart som beskrevs av Blüthgen 1938. Odynerus rufipes ingår i släktet lergetingar, och familjen Eumenidae. Inga underarter finns listade i Catalogue of Life.